# Шатле (Лон ле Соније)
Шатле (фр. Chateley) насеље је и општина у источној Француској у региону Франш-Конте, у департману Јура која припада префектури Лон ле Соније.
По подацима из 2011. године у општини је живело 86 становника, а густина насељености је износила 18,42 становника/km². Општина се простире на површини од 4,67 km². Налази се на средњој надморској висини од 230 метара (максималној 231 m, а минималној 209 m).

## Демографија
| 1962. | 1968. | 1975. | 1982. | 1990. | 1999. | 2011. |
| ----- | ----- | ----- | ----- | ----- | ----- | ----- |
| 62    | 67    | 57    | 73    | 77    | 77    | 86    |

График промене броја становника у току последњих година